# Santa Inês em Agonia (diaconia)
Santa Inês em Agonia (em latim, S. Agnetis in Agone) é uma diaconia instituída em 21 de fevereiro de 1998, como restauração do antigo título criado pelo Papa Leão X em 6 de julho de 1517, quando do grande incremento no número de cardeais naquele consistório e suprimido pelo Papa Inocêncio XI em 5 de outubro de 1654, sendo substituído pelo título de Santa Inês Fora das Muralhas. Sua igreja titular é Sant'Agnese in Agone.

## Titulares presbíteros protetores
- Andrea della Valle (1517-1525)
- Vacante (1525-1533)
- Claude de Longwy de Givry (1533-1561)
- Pietro Francesco Ferrero (1561-1566)
- Vacante (1566-1570)
- Carlo Grassi (1570-1571)
- Vacante (1571-1587)
- Antonio Maria Galli (ou Gallo) (1587-1600)
- Vacante (1600-1605)
- Jacques Davy du Perron (1605-1618)
- Andrea Baroni Peretti Montalto (1621)
- Ottavio Ridolfi (1622-1623)
- Vacante (1623-1628)
- Girolamo Colonna, como diaconia (1628-1639)
- Girolamo Verospi (1642-1652)
- Baccio Aldobrandini (1652-1654)

## Titulares diáconos protetores
- Lorenzo Antonetti (1998-2013)
- Gerhard Ludwig Müller (2014-2024 ); título pro hac vice (2024-)